# Amaranthus parodii
Amaranthus parodii är en amarantväxtart som beskrevs av Albert Thellung. Amaranthus parodii ingår i släktet amaranter, och familjen amarantväxter. Inga underarter finns listade i Catalogue of Life.